# Yelford
Yelford är en by i civil parish Hardwick-with-Yelford, i distriktet West Oxfordshire, i grevskapet Oxfordshire, i England. Byn är belägen 15 km från Oxford. Yelford var en civil parish fram till 1932 när blev den en del av Hardwick with Yelford. Civil parish hade 17 invånare år 1931. Byn nämndes i Domedagsboken (Domesday Book) år 1086, och kallades då Aieleforde.